# Бартолуччи, Доменико
Доменико (Домини́к) Бартолуччи (итал. Domenico Bartolucci; 7 мая 1917, Борго-Сан-Лоренцо, королевство Италия — 11 ноября 2013, Рим, Италия) — итальянский кардинал, не имевший епископской ординации, композитор священной музыки и руководитель хора. Кардинал-дьякон с титулярной диаконией Сантиссими-Номи-ди-Джезу-э-Мария-ин-виа-Лата с 20 ноября 2010.

## Биография
Духовное образование получил в Архиепископский семинарии во Флоренции. В 1939 году получил диплом Флорентийской консерватории, а в 1942 году — диплом Папского института духовной музыки и Национальной Академии музыки им св. Цецилии в Риме. Рукоположен в сан священника 23 декабря 1939 года во Флоренции. Являлся директором хора собора Санта-Мария-дель-Фьоре во Флоренции.
В 1947—1977 годах — руководитель Cappella Musicale Liberiana. В 1956—1997 годах — руководитель хора Сикстинской Капеллы. Папа Пий XII назначил его пожизненным директором хора Сикстинской капеллы.
Считался лучшим интерпретатором итальянского композитора XVI века Джованни Пьерлуиджи да Палестрина. Был противником отказа от латыни в богослужебной практике Католической Церкви. Возможно, в связи с этим в 1997 году был в нарушение указа Пия XII отрешен от должности директора хора Сикстинской капеллы. Папа Иоанн Павел II не был сторонником латыни и к тому же предпочитал модернистскую по духу литургическую музыку.
Кардинал-дьякон с титулярной диаконией Сантиссими-Номи-ди-Джезу-э-Мария-ин-виа-Лата с 20 ноября 2010.